# GnGeo
GnGeo est un émulateur libre (sous licence GNU GPL) des consoles de jeux vidéo Néo Géo - Neo-Geo MVS et Neo-Geo AES.

## Interfaces graphiques
GnGeo n'a pas d'interface graphique (il fonctionne uniquement en ligne de commande) mais il existe des interfaces graphiques pour celui-ci:
- XGngeo, réalisé en Python/GTK+ (sous licence GNU GPL) par le Choplair-network[3].
- GGF, réalise en Java (également sous licence GNU GPL), par R. Almedia et P. Vicente[4].